# South of Hell
South of Hell – trzeci album amerykańskiego rapera Boondoxa, wydany 11 maja 2010 roku.
Materiał został całkowicie wyprodukowany przez Mike'a E. Clarka. Do albumu dołączono dodatkową płytę DVD, na której znalazł się dokumentalny film o życiu Boondoxa, zatytułowany Southern Bled.
Nagrywanie płyty odbywało się w nietypowy sposób. Boondox czuł się bardziej komfortowo, pisząc teksty i nagrywając album w odosobnieniu, przez co Mike E. Clark zdecydował, że na czas nagrywania przeniosą się do jego prywatnego studia, znajdującego się w lesie. Boondox pisał teksty na płytę, podczas gdy Clark puszczał nieskończone beaty przez głośniki.
Sam Clark opisywał ten sposób powstawania tekstów jako "dosyć straszny" oraz że "zdecydowanie odbiło się to muzyce, którą stworzył".
Pierwszym singlem promującym "South of Hell" był utwór "We All Fall", do którego został nakręcony teledysk. Album dotarł na 9 miejsce "Najbardziej Niezależnych Albumów" magazynu "Billboard".

## Lista utworów
| #  | Tytuł                                        | Czas |
| -- | -------------------------------------------- | ---- |
| 1  | "Intro"                                      | 1:22 |
| 2  | "Cold Day In Hell"                           | 3:57 |
| 3  | "Color You Dead"                             | 2:57 |
| 4  | "Red Dirt Road"                              | 3:16 |
| 5  | "Some Kind of Devil"                         | 3:37 |
| 6  | "Love of My Knife"                           | 4:37 |
| 7  | "We All Fall"                                | 4:11 |
| 8  | "Toast to the Fam"                           | 3:10 |
| 9  | "In Between"                                 | 3:47 |
| 10 | "Family Tree"                                | 3:50 |
| 11 | "Lezbehonest"                                | 3:36 |
| 12 | "Just Die"                                   | 3:51 |
| 13 | "Nothing To Lose"                            | 4:20 |
| 14 | "Watch Your Back" (gość. Insane Clown Posse) | 3:15 |
| 15 | "Where Do I Go?"                             | 3:48 |